# Harpers Ferry (Iowa)
Pour les articles homonymes, voir Harpers Ferry.
Harpers Ferry est une ville du comté d'Allamakee, en Iowa, aux États-Unis. Elle est fondée en 1852 et s'appelle alors Winfield. En 1860, le nom est changé en Harper's Ferry, avec apostrophe devant le s.